# أليكس مارتينيز
أليكس مارتينيز (بالإسبانية: Alex Martinez)‏ (25 أغسطس 1991 بمونتفيدو في الأوروغواي - ) هو لاعب كرة قدم أوروغواني في مركز الوسط. لعب مع سبورتينغ كانساس سيتي ونادي شمال كارولاينا وتشارلوت إندبنتنس وSalem City FC ‏ وOrange County SC ‏.

## وصلات خارجية
- أليكس مارتينيز على موقع الدوري الأمريكي (الإنجليزية)
- أليكس مارتينيز على موقع قاعدة بيانات كرة القدم.إي يو (الإنجليزية)
- أليكس مارتينيز على موقع Soccerway.com (الإنجليزية)